# 竹内哲也
竹内 哲也（たけうち てつや、1976年 - ）は、日本のアニメーター、アニメ監督。IG新潟出身。竹内 てつやの名義でクレジットされることもある。また、竹肉 哲セ、T☆ETUYA名義でアダルトアニメにも参加している。

## 来歴・エピソード
舛成孝二の作品やJ.C.STAFFの作品に参加することが多い。『ハチミツとクローバー』第7話「はぐ、一緒に行こう」では一人原画を行い注目を集める（絵コンテ・演出は舛成）。また、同じ年に放送した『かみちゅ!』でもその実績を認められ、『よみがえる空 -RESCUE WINGS-』では、20代にしてキャラクターデザイン・総作画監督を務めた。リアル系のキャラのフォルムとオバケなどを多用したコミカルな芝居の二面性を持つ。
上山道郎は「終末のイゼッタ」での竹内の仕事に惹かれ、「アクションが本当に魅力的です。ギャグもうまいんですね。どっちも大事なのは『間』だから。1フレームの間がズレただけで『あれ?』となってしまうアクションをバシッと決められる人」「普通のアニメだと地味なシーンで、なんとなく上下移動させるくらいで済ませてしまう所にまで手を加える方」と評している。

## 参加作品

### テレビアニメ
1997年
- クレヨンしんちゃん（動画）

1999年
- 地球防衛企業ダイ・ガード（1999年 - 2000年、原画）
- メダロット（1999年 - 2000年、原画）
- ゾイド -ZOIDS-（1999年 - 2000年、原画）

2000年
- ラブひな（原画）

2001年
- 地球少女アルジュナ（原画）
- まほろまてぃっく（原画）
- パラッパラッパー（原画）
- ジャングルはいつもハレのちグゥ（原画）

2002 年
- NARUTO -ナルト-（2002年 - 2007年、OP原画）

2003年
- 真月譚 月姫（原画）
- 君が望む永遠（作画監督・原画）
- R.O.D -THE TV-（2003年 - 2004年、作画監督・レイアウト作画監督補佐・原画・OP）

2004年
- ニニンがシノブ伝（OP原画）
- この醜くも美しい世界（OP原画）
- 忘却の旋律（原画）
- BLEACH（2004年 - 、ED原画）

2005年
- 極上生徒会（原画）
- まほらば Heartful Days（OP原画）
- ハチミツとクローバー（作画監督・原画）
- かみちゅ!（原画）
- 灼眼のシャナ（2005年 - 2006年、OP原画）
- 甲虫王者ムシキング 森の民の伝説（2005年 - 2006年、原画）
- IGPX（2005年 - 2006年、原画）
- BLOOD+（2005年 - 2006年、原画）

2006年
- よみがえる空 -RESCUE WINGS-（キャラクターデザイン・総作画監督・OP作画監督・原画）
- ゼロの使い魔（OP原画）
- ハチミツとクローバーII（原画）
- となグラ!（原画）
- ちょこッとSister（原画）
- 乙女はお姉さまに恋してる（原画）
- N・H・Kにようこそ!（原画）

2007年
- がくえんゆーとぴあ まなびストレート!（原画）
- のだめカンタービレ（原画）
- ぼくらの（原画）
- ぽてまよ（OP作画）

2008年
- かんなぎ（第7話ED絵コンテ・演出・作画監督・原画）

2009年
- 続 夏目友人帳（OP絵コンテ・演出・作画監督・原画）

2012年
- 新テニスの王子様（OP/ED原画）
- 灼眼のシャナIII -Final-（OP2原画）
- 未来日記（絵コンテ・作画監督・原画）
- HUNTER×HUNTER（原画）
- ソードアート・オンライン（OP2原画）

2013年
- RDG レッドデータガール（原画）
- 宇宙戦艦ヤマト2199（原画）
- 勇者になれなかった俺はしぶしぶ就職を決意しました。（キャラクターデザイン・絵コンテ・総作画監督（OP）・作画監督・原画）

2014年
- ソードアート・オンラインII（アクション作画監督・OP1/OP2原画・第二原画）

2015年
- 冴えない彼女の育てかた（OP原画　
- やはり俺の青春ラブコメはまちがっている。続（メインアニメーター・原画）
- VENUS PROJECT -CLIMAX-（OP原画）
- ブレイブビーツ（エアビート変身アクション・絵コンテ・原画）

2016年
- 終末のイゼッタ（アクション作画監督・OP原画）

2018年
- ヒナまつり（小物設定・キーアニメーター・OP原画）

2022年
- リコリス・リコイル（絵コンテ・演出・作画監督・原画）

2023年
- 天国大魔境（バトルシーンコンテ・演出・作画監督）

2025年
- 悪役令嬢転生おじさん（2025年、監督・絵コンテ・演出）

### 劇場アニメ
- 新世紀エヴァンゲリオン 劇場版 THE END OF EVANGELION Air/まごころを、君に（1997年、動画）
- 天地無用! in LOVE2 遙かなる想い（1999年、動画）
- 人狼 JIN-ROH（2000年、動画）
- クレヨンしんちゃん 嵐を呼ぶ 栄光のヤキニクロード（2003年、原画）
- クレヨンしんちゃん 嵐を呼ぶ!夕陽のカスカベボーイズ（2004年、原画）
- 劇場版 テニスの王子様 跡部からの贈り物 君に捧げるテニプリ祭り（2005年、原画）
- 宇宙ショーへようこそ（2010年、原画）

### OVA
- グッドモーニング・コール（2001年、原画）
- アーケードゲーマーふぶき（2002年、原画）
- ジャングルはいつもハレのちグゥ デラックス（2002 - 2003年、原画）
- コゼットの肖像（2004年、原画）
- 夏色の砂時計（2004年、原画）
- トップをねらえ2!（2004年 - 2006年、原画）
- 撲殺天使ドクロちゃん（2005年、原画）
- 百合星人ナオコサン（2010年、監督・キャラクターデザイン・脚本・絵コンテ・演出・作画監督・原画）
- コープスパーティー Missing Footage（2013年、原画）
- 未来日記リダイヤル（2013年、原画・ED原画）

### Webアニメ
- DEVILMAN crybaby（2018年、原画）

### ゲーム
- サクラ大戦3 〜巴里は燃えているか〜（2001年、本編原画）
- サーヴィランス 監視者（2002年、原画）
- テイルズ オブ ゼスティリア（2015年、原画）